# Fungaia
Una fungaia è una area attrezzata per la crescita di funghi commestibili.

Ne esistono di vari tipi:
- naturali - sono quelle ricavate in parte di sottoboschi;
- industriali - sono attrezzate in serre appositamente allestite con temperatura, umidità ed illuminazione controllate secondo la varietà dei funghi coltivati;
- domestiche - sono invece ricavate in apposite cassette di legno, nelle quali viene preparato un substrato idoneo allo sviluppo del fungo, oppure in un angolo di giardino, controllando con protezioni di plastica l'ombreggiamento e la temperatura (5-25 gradi celsius) e, con irrigatori, l'umidità (75-90%).